# Шоломія
Шоломі́я, також шалама́я, шалома́й, джаламáй, шалмéй, шоломі́йка або шолома́йка — духовий дерев'яний музичний інструмент з подвійним язичком, споріднений із гобоєм, ймовірно, різновид сурми. Цей інструмент був поширений в Україні, особливо у козацьку добу, й згадувався поряд із трубами й сурмами. Для видобування звуку використовувалася подвійна тростина. Вважається, що шоломія є попередником гобоя. 

## Походження назви
Назва інструмента прийшла в Україну із Заходу і походить від німецького «Schalmei», що, своєю чергою, бере початок від латинського слова calamus, яке означає «очерет». Аналогічні терміни існують у багатьох європейських мовах: польською — szałamaja, французькою — chalumeau, chalemie, шведською — skalmeja, англійською — shawm, італійською — ciaramela, salmo. У словнику Памва Беринди шоломія трактується як «цѣвница, свистѣлка, флетня, шаламан».

## Конструкція та звучання
Шоломія мала дев’ять дірок і простий язичковий механізм. Звук добувався за допомогою подвійної тростини, що дозволяло виконувати повноцінну гаму. За своєю акустичною характеристикою інструмент мав доволі різкий, носовий і гучний тембр. У старовинних описах шоломії відносили до інструментів «великого голосу» — поруч із тромбонами й помортами.

## Історичне використання
У Європі шоломія була поширеним духовим інструментом, згодом вона дісталася і на українські землі. У Польщі згадки про інструмент зустрічаються в літературних та музичних джерелах. У XVII–XVIII століттях у яничарських капелах, за словами очевидців, грало до восьми виконавців на шоломіях, що «преразливо пищали» — через що самих музикантів іноді називали гобоїстами. Капельмейстер починав гру соло на шоломії, після чого до нього приєднувалися інші музиканти.
Інструмент був також частиною побутової й релігійної музики. У польській колядці є рядок: Kopet kraje w szałamaje, а в описах любовних сцен фігурує як супровід серенади: «Франт, причепурившися, під вечір звелів під вікном своєї любої грати в шоломії»

## В Україні
Шоломія була відома в Україні ще з козацьких часів. Гнат Хоткевич зараховував її до дерев’яної групи духових інструментів і називав «прототипом гобоя». У легенді про Мазепу, записаній Петром Чуйкевичем і виданій Пантелеймоном Кулішем, згадується: 
|  | А тут усюди у труби да в шоломайки смутно да жалібно вигравають, а по церквах молебні правлять, щоб одвернув Господь гнів царський. |

Київський єпископ Йосиф Верещинський описує випадок 1593 року, коли задля безпеки своєї делегації звелів грати на шаламаї псалом: «Воспою Господеві в животі моїм». Як зазначає сам Верещинський: «Шаламайна мелодія врятувала мене з князем Ружинським… від страшної небезпеки».      
В історичній праці Вячеслава Липинського «Україна на переломі 1657—1659» шоломійка згадується як одна з ознак європеїзації козацького війська, як специфічний запорізький військовий інструмент, — запозичена з Заходу французька дудка шалюме (фр. chalumeau), сам звук якої мав прищеплювати і викликати в козаків-[європейців] «…дух тієї військовости, оце європейське чуття військової чести, до якого ніколи не вдалося приучити східного московського дворянства». Трапляються вказівки на те, що французька шалюме використовувала одинарну тростину. Словом "шалюмо" також називалася трубка-співаниця мюзету, інструменту з тембром гобоя - вдосконаленого "шляхетського" варіанту волинки, який на балах французьких королів використовувався для акомпанементу пасторальним танцям в епоху бароко.
Київська дослідниця Богдана Фільц наводить також цитату з відомого письменника-полеміста XVI ст. Івана Вишенського, де той у переліку музикантів згадує зокрема «трубача, сурмача, пищальника, шаламайника, органіста, інструменталіста, рекгаліста і бубеніста», цит. за.

## Типологія
На думку музикознавця Л. М. Черкаського, шоломія є аналогом ріжка. У деяких випадках назвою «шоломія» позначали різні типи флейт або додаткові трубки, прикріплені до волинок. У Польщі терміном «szałamaje» також називали кістяні пищики, які були складовими інструментів типу «дуди» або «кози».